# Christian Skredsvig
Christian Skredsvig, né en 1854 dans la municipalité de Modum, décédé en 1924 dans la municipalité de Sigdal, est un peintre et écrivain norvégien.

## Biographie
Christian Skredsvig est né dans le comté de Buskerud en 1854. À 15 ans, il entre comme élève à l'école de dessin et peinture d'Eckersberg à Christiania (aujourd'hui Oslo). Il étudie ensuite à Copenhague, puis Munich.
Il séjourne par la suite à Paris. Il est le seul artiste norvégien à gagner une médaille d'or au salon de Paris grâce à son œuvre Une ferme à Venoix, présentée au salon de 1881. 
Après plusieurs années à Paris, il retourne en Norvège en 1886 et s'installe à Fleskum, dans la municipalité de Bærum. Il peint en 1889 sa plus fameuse peinture néo-romantique, Seljefløiten sur les bords du lac Dælivannet à Bærum.
Il épouse Maggie Plathe avec qui il reste douze ans avant de finalement divorcer en 1894. Il déménage alors à Eggedal dans la municipalité de Sigdal. Il s'y fait construire sa maison, Hagan, où il vit jusqu'à sa mort en 1924.
En 1898, il s'unit à Beret Berg avec qui il a quatre enfants.
Les paysages d'Eggedal inspire Skredsvig. Il y peint ses œuvres probablement les plus connues comme Idyll et Jupsjøen (« mer profonde »). Son bon ami et ancien condisciple de Munich, le peintre Theodor Kittelsen s'installe à Sigdal en 1896 après avoir visité Christian Skredsvig dans sa nouvelle maison.
Christian Skredsvig publie son autobiographie sous le nom de Dager og netter blant kunstnere (« jours et nuits parmi les artistes ») en 1908, puis des romans : Møllerens Søn (« le fils du meunier ») et Evens hjemkomst (« le retour au pays d'Even »).
En 1970, sa maison est transformée en musée. 

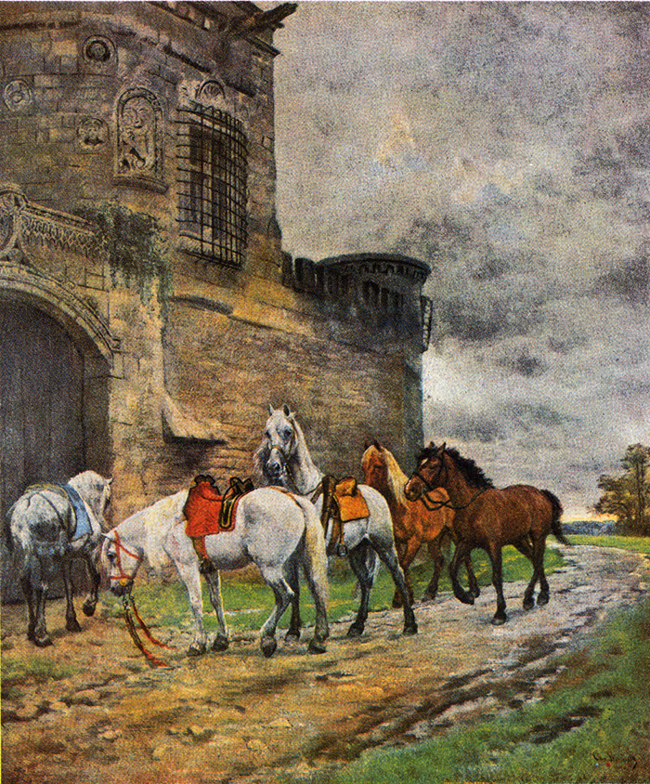
Ballade, vers 1881
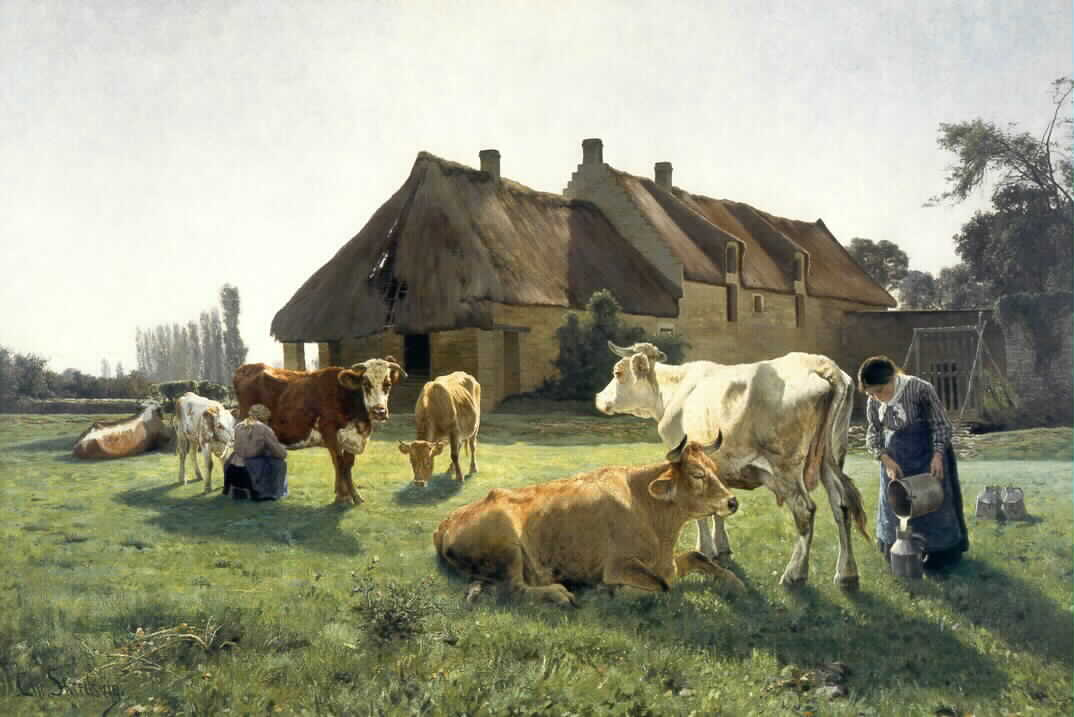
Une ferme à Venoix, 1881
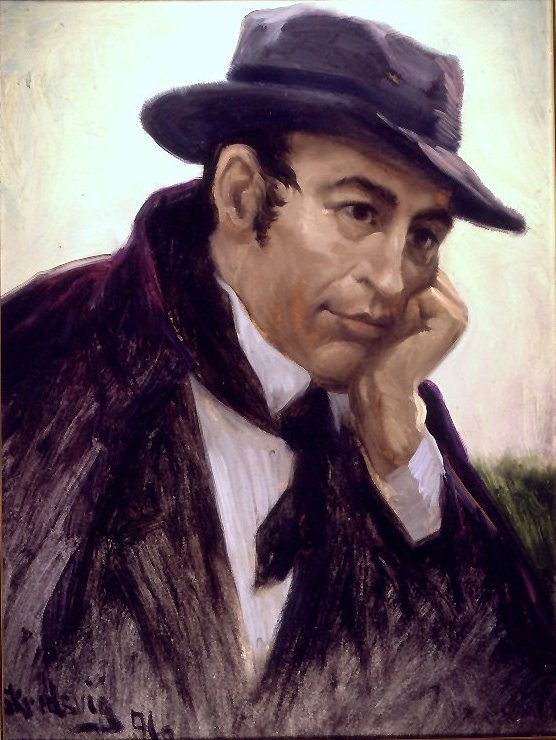
Portrait de Jørgen Moe, 1896

## Œuvres
- Une ferme à Venoix, 1881, musée de Normandie
- Vaches à la mare, 1887, musée du Louvre (département des Arts graphiques)
- Villa Baciocchi, jour d'hiver près d'Ajaccio, 1888, musée d'Orsay